# Île d'Arros
Pour les articles homonymes, voir Arros.
L’île d'Arros est une caye du groupe des îles Amirante aux Seychelles. Elle est située à 49 kilomètres au nord-ouest de Desroches et à 244 kilomètres à l'ouest-sud-ouest de Mahé.

## Géographie

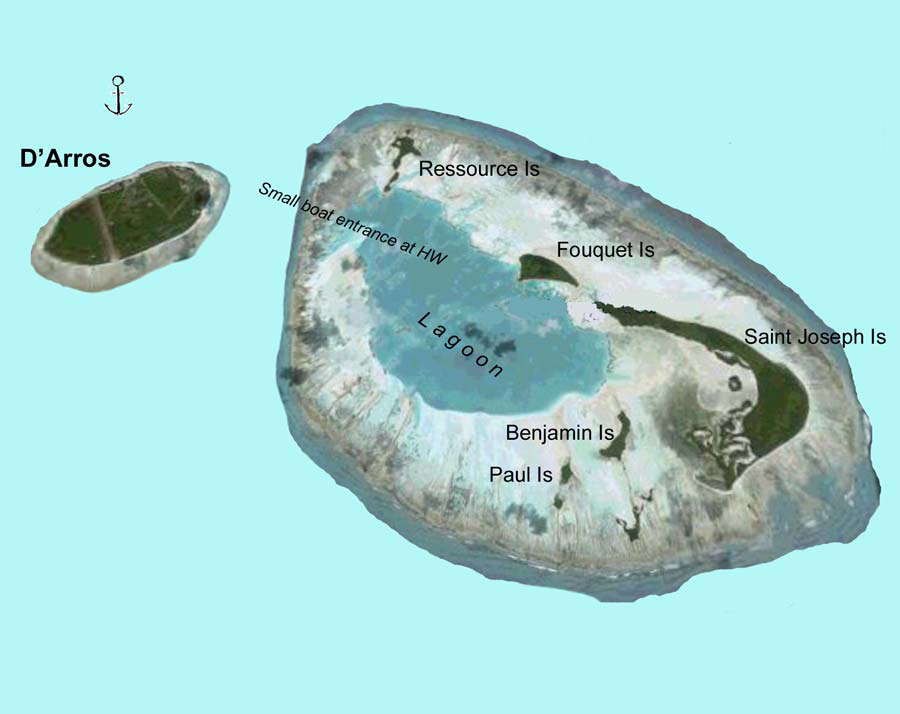
Illustration de l'île située au nord-ouest de l'atoll de Saint-Joseph.

Située à proximité de l'atoll Saint-Joseph, c'est une île corallienne de type caye. De forme ovale orientée nord/est-sud/ouest, l'île mesure 1,9 km dans sa partie la plus longue et 1 km dans sa partie la plus étroite.
L'île est traversée par une piste herbeuse d'aviation (code FSDA selon l'OACI) de 1 000 m de long et de 23 m de large. L'architecte Jacques Couëlle y a réalisé un grand pavillon à usage privé,. Au nord de l'île, des maisonnettes sont occupées en permanence par le personnel de l'île, soit 17 personnes employées à l'année. Une petite zone de l'île est cultivée.

## Histoire

### Découverte et premiers aménagements
L'île a été visitée par une expédition royale française (1770-1771) composée de Joseph Marie Collas du Roslan, commandant du brick Heure du berger et de la Biolière, commandant du brick Étoile du matin. Elle a été nommée un peu plus tard en l'honneur de Jean-François d'Arros, baron d'Argelos, membre de l'Académie royale de marine et qui a commandé « La Royale » basée à l'île de France entre 1770 et 1771.
Couverte de guano et presque désertique, l'île est déblayée par des esclaves qui y plantent des arbres. L'archipel passe sous domination anglaise en 1811, l'esclavage est aboli et plusieurs affranchis restent sur place, vivant de la pêche et de vente de chair de tortue aux navires qui passent. Contrairement aux grandes îles de la région, D'Arros n'accueille pas de grande exploitation. Au début du XXe siècle, les Britanniques autorisent des immigrés indiens à s'installer dans la région. Dans les années 1920, la famille Temooljee acquiert l'île d'Arros parmi une quinzaine d'autres. Ils la transforment en comptoir commercial, y plantant des cocotiers, avec hangars et pontons, faisant négoce de l'huile de coprah, issue de l'amande de la noix de coco. Le 22 août 1949, l'île est acquise par un clan indien rival, les Pridiwalla, selon la légende après que les Temooljee aient eu à honorer une dette de jeu. Avec l'essor du commerce d’huile, ils construisent un embarcadère et une piste d'atterrissage.

### Famille impériale d'Iran
Entre 1975 et 1998, l'île appartient au prince iranien Shahram Pahlavi-Nia (fils d'Ashraf Pahlavi et petit-fils de Reza Chah Pahlavi, le fondateur de la dynastie impériale d'Iran). Elle est acquise pour 450 000 livres sterling. Ne trouvant que des baraquements, il fait construire des bungalows par l'architecte Jacques Couëlle, agrandit et sécurise la piste d'atterrissage. Le prince Cyrus Pahlavi y passe une partie de son enfance et les vacances impériales comme des réceptions mondaines y ont lieu ; l'impératrice Farah s'y rend plusieurs fois et le shah Mohammad Reza Pahlavi projette d'y aller pendant l'été 1978, finalement obligé d’annuler à cause des manifestations qui ont lieu dans son pays et aboutiront à la révolution l'année suivante. La famille impériale s'exile. À partir des années 1990, peinant à maintenir son train de vie, elle loue l'île d'Arros à de riches propriétaires afin d'entretenir les lieux.

### Liliane Bettencourt
Liliane Bettencourt aurait acheté l'île, le 16 février 1999. Cette transaction de 18 millions d'euros aurait été en fait indirecte car l'île appartient depuis 1975 à D'Arros Land Establishment, une société d'investissement basée au Liechtenstein. Une clause de la vente permet aux précédents propriétaires iraniens de continuer à s'y rendre l'été, les Bettencourt préférant la Bretagne pendant cette chaude saison. La milliardaire fait construire de nouveaux bungalows, rénover les cuisines, les salles de bains et l'électricité du domaine, reconstruire le village du personnel (35 salariés y habitent, sans compter les employés des Bettencourt qui les accompagnent), restaurer et éclairer la piste d'atterrissage afin qu'on puisse s'y poser de nuit, installer une petite clinique, creuser un immense bassin naturel sur la plage pour 700 000 euros et construire un laboratoire de recherche ultramoderne afin d'étudier la faune et la flore. En 2006, André Bettencourt fait bâtir une chapelle dont l'un des murs est percé d'une grande croix avec vue sur la mer.
Le montage financier de l'achat intéresse la police française dans le cadre de l'affaire Woerth-Bettencourt (soupçons de fraude fiscale). Patrice de Maistre, gestionnaire de fortune de Liliane Bettencourt, indique pour sa part que, à sa connaissance, « [...] l'île d'Arros […] été achetée en 1997 avant [qu'il ne soit] là et sans [qu'il] connaisse la structure de la société qui la détient » et que Liliane Bettencourt n'en serait que locataire. Patrice de Maistre confirme par la suite que Bettencourt est bien la propriétaire de l'île et qu'elle a ensuite transféré cette propriété en 2006 à la Fondation pour l'équilibre écologique, esthétique et humain créée par elle au Liechtenstein et présidée par l'avocat fiscaliste Fabrice Goguel. À la mort de la milliardaire, l'île sera dévolue à François-Marie Banier et à trois associations médicales (Orvacs, Solthis et Crepats), toutes trois fondées par le couple de professeurs de médecine Gilles Brücker – exécuteur testamentaire de Liliane Bettencourt – et Christine Katlama. Mais François-Marie Banier déclare aux enquêteurs : « Je voudrais que l'on comprenne que je m'en fous, de leur fric. (...) Cette île, je la déteste, elle est bourrée de moustiques, elle est minuscule, et il y fait très humide. En plus, il y a des requins. Je déteste les îles. Johnny Depp a deux îles dans le Pacifique, où il m'a invité plusieurs fois, et je n'y vais jamais... ». D'autres documents, dont des lettres de la main de François-Marie Banier, indiquent pourtant que ce serait lui qui aurait conseillé à Liliane Bettencourt d'acheter l'île.
L’ordonnance qui a mis un terme à la procédure d’information judiciaire constate notamment à ce sujet « il ressort des investigations réalisées que le souhait réel de Liliane Bettencourt était de régulariser la situation fiscale de l’île d'Arros et que pour ce faire l’option choisie a été le transfert définitif du titre de propriété de l’île au profit de la F.E.E.E.H. sans que François-Marie Banier puisse réellement en profiter, puisque la fondation pouvait poursuivre son but grâce à la dotation de 20 millions qui avait été réalisée en sa faveur ».
Elle a donc renoncé à tout grief concernant ce volet du dossier, écartant à la fois l’existence d’un abus de faiblesse et un éventuel reproche de blanchiment de fraude fiscale.
Fabrice Goguel, président de la Fondation pour l'équilibre écologique, esthétique et humain qui a été propriétaire légal de l'île depuis décembre 2006, précise, le 20 juillet 2010, dans Le Figaro, que Liliane Bettencourt s'acquitterait d'un loyer de 750 000 dollars annuels pour la jouissance de l'île, et que François-Marie Banier et son compagnon Martin d'Orgeval, ainsi que les trois associations à but médical, ne seraient susceptibles d'être « bénéficiaires » de la fondation — c'est-à-dire de se voir transférer la propriété de l'île — que si la fondation venait à « manquer de ressources pour mener à bien la mission qui lui a été fixée ».
En 2010, la famille de Liliane Bettencourt obtient la dissolution de la fondation et la restitution des titres de propriétés. Un redressement fiscal a toutefois lieu en France, l'île n'ayant pas été déclarée. Le gouvernement des Seychelles envisage même à un moment de confisquer le domaine, n'ayant donné formellement son autorisation à aucune transaction depuis 1975.

### Une réserve océanographique privée
L'île est vendue, pendant l'été 2012, pour un montant de 60 millions de dollars à la société Chelonia Company, filiale de la fondation océanographique Save our seas, que dirige le milliardaire saoudien passionné par la faune sous-marine Abdul Mohsen Abdulmalik Al-Sheikh. La fondation permet, deux à trois fois par an, à des groupes d'enfants de venir être sensibilisés au patrimoine océanographique. En juillet 2014, suivant la volonté du propriétaire du groupe de l'île d'Arros, le gouvernement seychellois a officiellement classé le site « la réserve spéciale d'Arros et Saint-Joseph » comme un parc national. Une partie de l'île d'Arros sera classée en zone humide dans le cadre du programme RAMSAR. La nouvelle réserve naturelle intègre une aire marine protégée s'étendant sur un kilomètre autour d'Arros et Saint-Joseph.

## Faune et flore
En juin 2002, l'ornithologue français Gérard Rocamora découvre l'apparition d'une nouvelle coloration aux couleurs vives du plumage du Foudi des Seychelles ou Toktok en créole (Foudia sechellarum). Le Foudi (5 individus) fut introduit en 1965 par une expédition de l'université de Bristol (Royaume-Uni) ; en 2010, on en compte une centaine qui cohabitent avec le Foudi rouge (Foudia madagascariensis), le Moineau domestique (Passer domesticus) et la Géopélie zébrée ou Colombine zébrée (Geopelia striata), les rats et les chats sauvages également introduits.
L'île est non seulement riche de sa faune marine proche mais elle a été reconnue zone importante pour la conservation des oiseaux.
La végétation est dominée par les cocotiers et le Filao (Casuarina equisetifolia). 

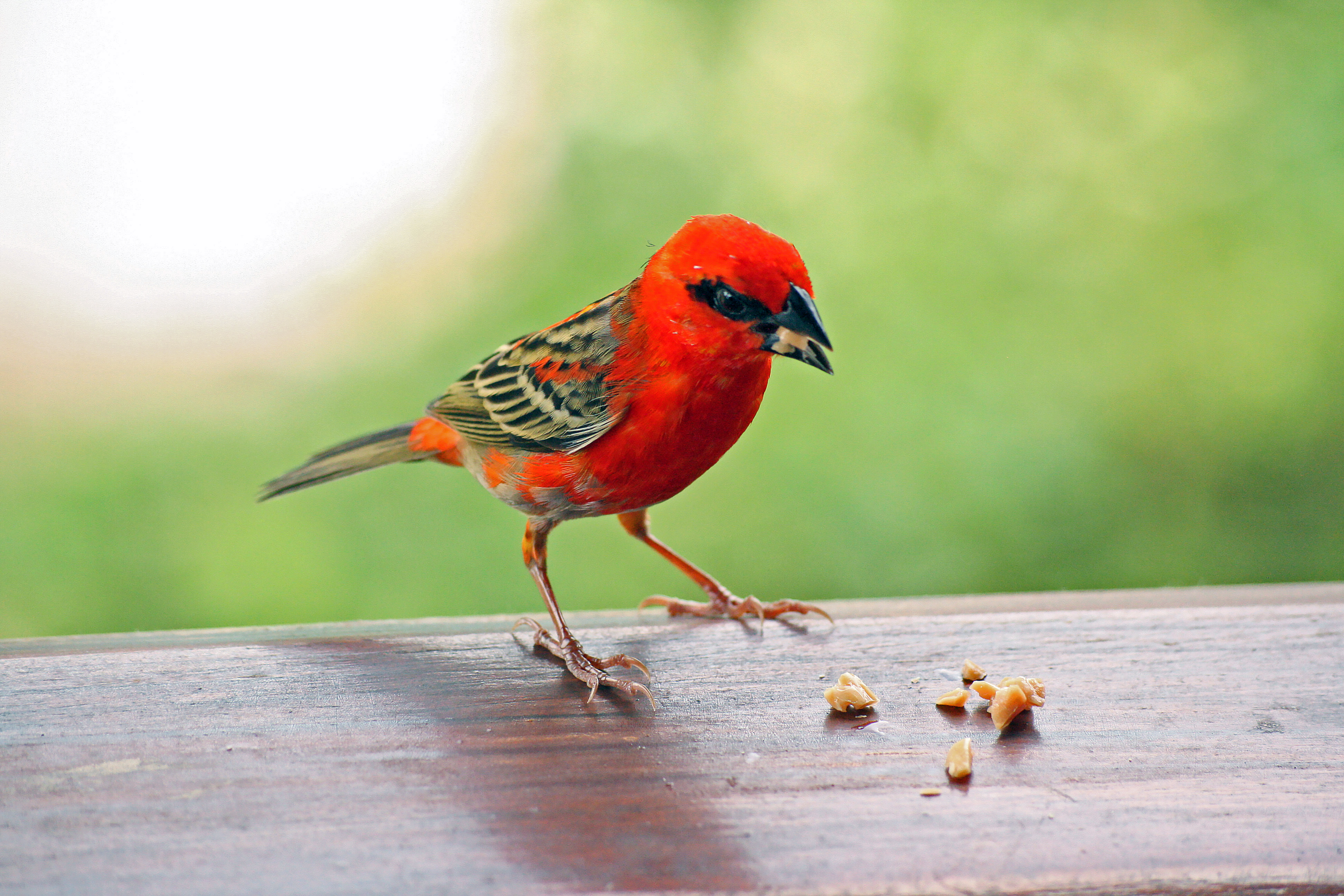
Foudi rouge (Foudia madagascariensis).
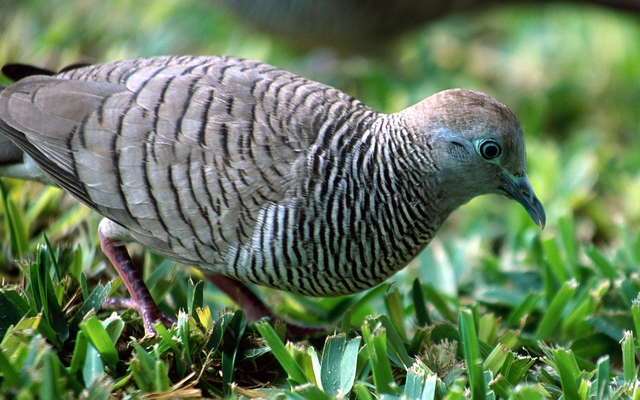
Géopélie zébrée (Geopelia striata).
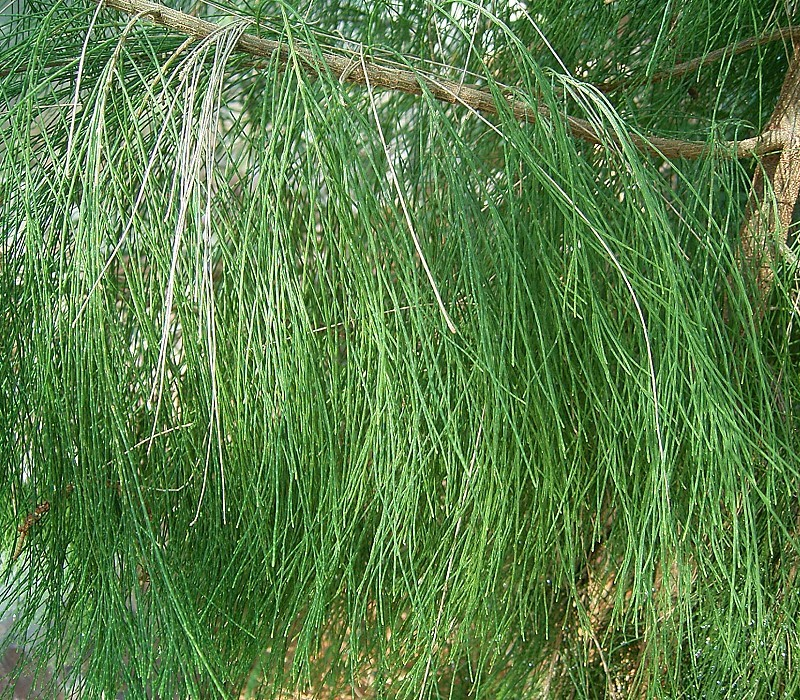
Filao (Casuarina equisetifolia).